# Cascate di Khone
Le cascate di Khone sono un insieme di rapide sul Mekong, nella provincia di Champasak, presso il confine del Laos con la Cambogia. Separano i due bacini principali del Mekong.
L'altezza delle cascate è di 21 m; le numerose rapide si distribuiscono su una distanza di circa 10 km. Il volume d'acqua riversato è uno dei più importanti al mondo, con una portata media che si avvicina agli 11.000 m³/s e una portata massima superiore ai 49.000 m³/s.
Nella regione delle cascate il Mekong si divide in più rami e forma una moltitudine di isole (Si Phan Don, o Quattromila isole).
Le cascate di Khone ospitano il pesce gatto gigante del Mekong che sembra essere il più grande pesce d'acqua dolce del mondo: può raggiungere i 3 metri di lunghezza e pesare fino a 300 kg. La specie è estremamente minacciata e appartiene alla famiglia dei Pangasiidi.
Le cascate di Khone interrompono la navigazione sul Mekong. Alla fine del XIX secolo i francesi effettuarono numerosi tentativi, tutti infruttuosi, di far risalire le loro cannoniere. Per aggirare l'ostacolo, fecero costruire una linea ferroviaria a scartamento ridotto.